# Jarosław

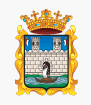
Stemă

Jarosław este un oraș pe râul San în Polonia. A fost întemeiat în secolul al XIV-lea. În 1625 din cauza incendiului au murit sute de oameni.